# گینه بیسائو ایرلاینز (۲۰۰۲)
گینه بیسائو ایرلاینز (۲۰۰۲) (به انگلیسی: Guine Bissau Airlines (2002)) یک شرکت هواپیمایی با کد یاتا G6 است که در تاریخ ۲۰۰۲ میلادی تأسیس شده و در تاریخ ۲۰۰۲ فعالیتش را آغاز کرده‌است.